# Midnight Special (альбом Ела Сміта)
Midnight Special — студійний альбом американського блюзового співака Ела Сміта, випущений лейблом Bluesville у 1960 році.

## Опис
Запис альбому проходив 11 серпня 1960 року на студії Van Gelder Studio в Енлвуд-Кліффсі (Нью-Джерсі), над яким працював відомий інженер звукозапису Руді Ван Гелдер. Як ритм-секції були використані відомі джазові музиканти: Кінг Кертіс — тенор-саксофон, Джиммі Лі — гітара, Роберт Бенкс — орган, Леонард Гаскін — контрабас і Боббі Дональдсон — ударні.
Серед пісень особливо виділяються власні пісні Сміта «Goin' to Alabama» і «I Can't Make It By Myself», а також кавер-версія блюзового стандарту «Five Long Years» Едді Бойда.

## Список композицій
1. «Five Long Years» (Едді Бойд) — 6:56
2. «You're a Sweetheart» (Гарольд Адамсон, Джиммі Мак-Гаф) — 4:31
3. «Baby Don't Worry 'Bout Me» (Ел Сміт) — 3:31
4. «Ride on Midnight Special» (Ел Сміт) — 2:33
5. «The Bells» (Боббі Пауелл) — 4:08
6. «Goin' to Alabama» (Ел Сміт) — 3:19
7. «I'll Never Let You Go» (Ел Сміт) — 3:37
8. «I Can't Make It by Myself» (Ел Сміт) — 3:30

## Учасники запису
- Ел Сміт — вокал
- Кінг Кертіс — тенор-саксофон
- Джиммі Лі — гітара
- Роберт Бенкс — орган
- Леонард Гаскін — контрабас
- Боббі Дональдсон — ударні

Технічний персонал
- Руді Ван Гелдер — інженер звукозапису
- Нет Гентофф — текст до обкладинки